# Erik de Laval
Erik Patrick Honoré de Laval (Estocolm, 28 d'abril de 1888 – Lidingö, Comtat d'Estocolm, 9 de novembre de 1973) va ser un pentatleta modern suec que va competir a començaments del segle xx. Era germà dels també pentatletes Georg i Patrik de Laval.
El 1912 va prendre part en els Jocs Olímpics d'Estocolm. Disputà la competició del pentatló modern, on fou desqualificat en la prova d'hípica. Vuit anys més tard, un cop finalitzada la Primera Guerra Mundial, va disputar la competició del pentatló modern als Jocs d'Anvers. En ella guanyà la medalla de plata.
Durant la Segona Guerra Mundial va ser agregat militar a l'ambaixada sueca a Polònia i a Washington. Posteriorment va escriure llibres sobre la història de Polònia i el seu líder Józef Piłsudski. El 1948 va treballar a Damasc com a membre de la missió de les Nacions Unides que medià en el conflicte àraboisraelià.